# Albas (Aude)
Pour les articles homonymes, voir Albas.
Albas  est une commune française des Corbières située dans le département de l'Aude, en région Occitanie.
Sur le plan historique et culturel, la commune fait partie du massif des Corbières, un chaos calcaire formant la transition entre le Massif central et les Pyrénées. Exposée à un climat méditerranéen, elle est drainée par le Berre, le ruisseau de Moure, le ruisseau des Vals et par divers autres petits cours d'eau. La commune possède un patrimoine naturel remarquable : un site Natura 2000 (les « Corbières orientales ») et trois zones naturelles d'intérêt écologique, faunistique et floristique.
Albas est une commune rurale qui compte 78 habitants en 2022, après avoir connu un pic de population de 391 habitants en 1836. Ses habitants sont appelés les Albassiens et Albassiennes.
Devise d'Albas : « qual va a Albas se'n tòrna pas ».

## Géographie

### Localisation
Albas est une commune des Corbières située au pied du mont Tauch, sur le terroir Corbières (AOC).

### Communes limitrophes
Les communes limitrophes sont  Cascastel-des-Corbières, Durban-Corbières, Fontjoncouse, Jonquières, Quintillan et Talairan.
|            | Jonquières              | Fontjoncouse     |
| Talairan   | Albas                   | Durban-Corbières |
| Quintillan | Cascastel-des-Corbières |                  |

### Géologie et relief
La série sédimentaire d'Albas fait l'objet de nombreuses études géologiques, les différentes couches s'étendant du secondaire au quaternaire, dans lesquelles on a trouvé des fossiles d'œufs de dinosaures,. Le paysage va de la garrigue aux chênes verts.

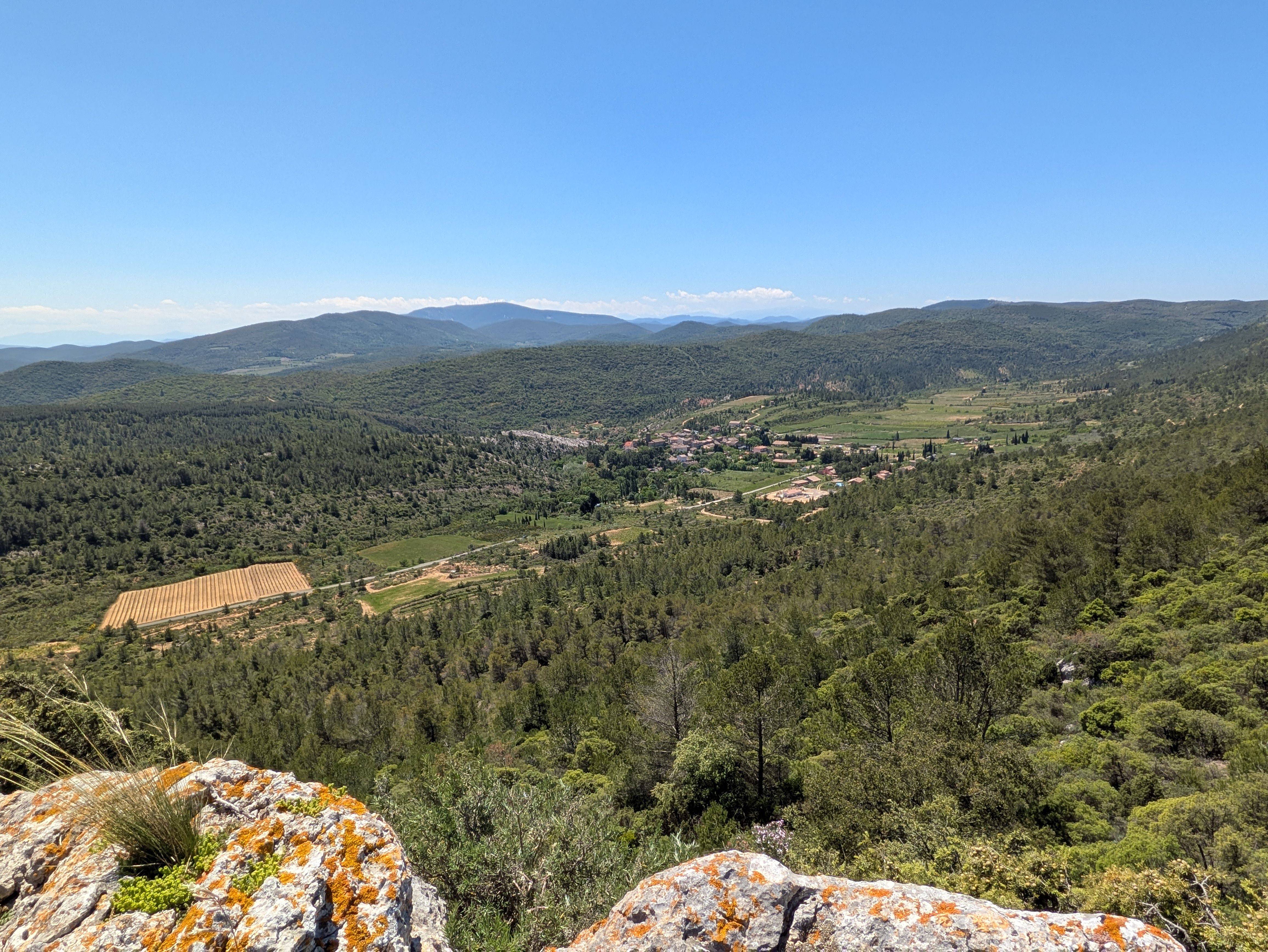
Le village, vu depuis la crête de Roucadeu.

Le village ancien est construit à une altitude moyenne de 270 mètres, la mairie est située à 250 m d'altitude.
Albas se situe en zone de sismicité 2 (sismicité faible)

### Hydrographie
La commune est dans la région hydrographique « Côtiers méditerranéens », au sein du bassin hydrographique Rhône-Méditerranée-Corse. Elle est drainée par la Berre, le ruisseau de Moure, le ruisseau des Vals, le ruisseau de Guèguinte, le ruisseau de la Mayré, le ruisseau de la Pinède, le ruisseau de la Pinède, le ruisseau de la Roubine, le ruisseau des Quiés, le ruisseau du Bois Nègre et le ruisseau du Prat, constituant un réseau hydrographique de 25 km de longueur totale,.
La Berre, d'une longueur totale de 52,7 km, prend sa source dans la commune de Quintillan et s'écoule d'ouest en est. Elle effleure la commune sur son flanc sud et se jette dans le golfe du Lion à Port-la-Nouvelle, après avoir traversé 10 communes.

### Climat
Pour des articles plus généraux, voir Climat de l'Occitanie et Climat de l'Aude.
En 2010, le climat de la commune est de type climat méditerranéen franc, selon une étude s'appuyant sur une série de données couvrant la période 1971-2000. En 2020, Météo-France publie une typologie des climats de la France métropolitaine dans laquelle la commune est exposée à un climat méditerranéen et est dans la région climatique Provence, Languedoc-Roussillon, caractérisée par une pluviométrie faible en été, un très bon ensoleillement (2 600 h/an), un été chaud (21,5 °C), un air très sec en été, sec en toutes saisons, des vents forts (fréquence de 40 à 50 % de vents > 5 m/s) et peu de brouillards.
Pour la période 1971-2000, la température annuelle moyenne est de 14 °C, avec une amplitude thermique annuelle de 15,4 °C. Le cumul annuel moyen de précipitations est de 712 mm, avec 7,3 jours de précipitations en janvier et 3,1 jours en juillet. Pour la période 1991-2020, la température moyenne annuelle observée sur la station météorologique la plus proche, située sur la commune de Durban-Corbières à 7 km à vol d'oiseau, est de 15,0 °C et le cumul annuel moyen de précipitations est de 701,0 mm,. Pour l'avenir, les paramètres climatiques de la commune estimés pour 2050 selon différents scénarios d’émission de gaz à effet de serre sont consultables sur un site dédié publié par Météo-France en novembre 2022.

### Milieux naturels et biodiversité

#### Réseau Natura 2000

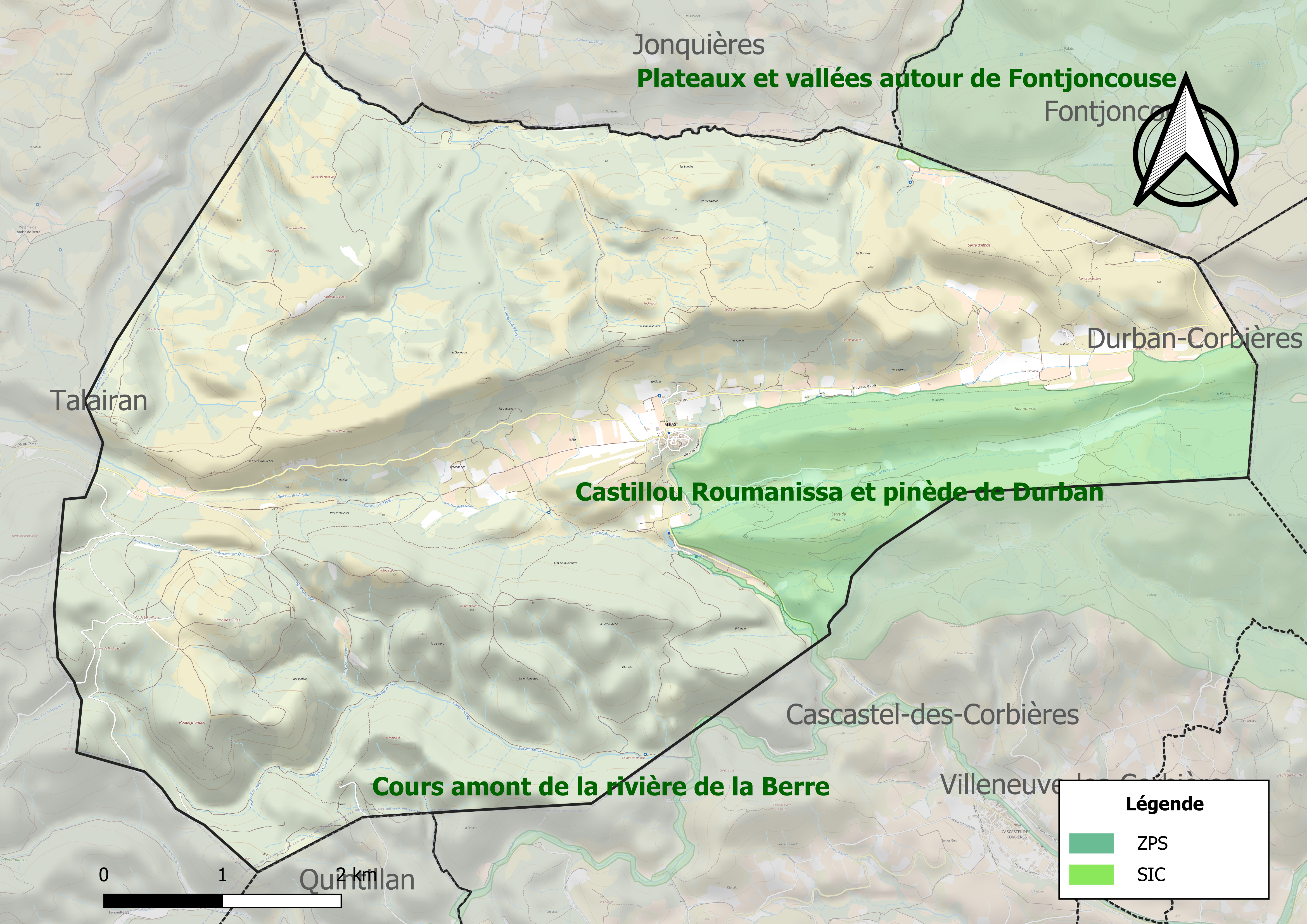
Sites Natura 2000 sur le territoire communal.

Le réseau Natura 2000 est un réseau écologique européen de sites naturels d'intérêt écologique élaboré à partir des directives habitats et oiseaux, constitué de zones spéciales de conservation (ZSC) et de zones de protection spéciale (ZPS). Un site Natura 2000 a été défini sur la commune au titre  de la directive oiseaux : les « corbières orientales », d'une superficie de 25 371 ha, correspondant à la partie la plus orientale du massif des Corbières audoises. Ce site inclut, dans sa partie la plus orientale, le couloir de migration majeur du littoral languedocien, d'où la présence régulière d'espèces en étape migratoire.

#### Zones naturelles d'intérêt écologique, faunistique et floristique
L’inventaire des zones naturelles d'intérêt écologique, faunistique et floristique (ZNIEFF) a pour objectif de réaliser une couverture des zones les plus intéressantes sur le plan écologique, essentiellement dans la perspective d’améliorer la connaissance du patrimoine naturel national et de fournir aux différents décideurs un outil d’aide à la prise en compte de l’environnement dans l’aménagement du territoire. Deux ZNIEFF de type 1 sont recensées sur la commune : le « castillou Roumanissa et pinède de Durban » (870 ha), couvrant 4 communes du département, et le « cours amont de la rivière de la Berre » (188 ha), couvrant 8 communes du département et une ZNIEFF de type 2, : les « Corbières centrales » (68 810 ha), couvrant 56 communes dont 54 dans l'Aude et 2 dans les Pyrénées-Orientales.

Carte des ZNIEFF de type 1 et 2 à Albas.
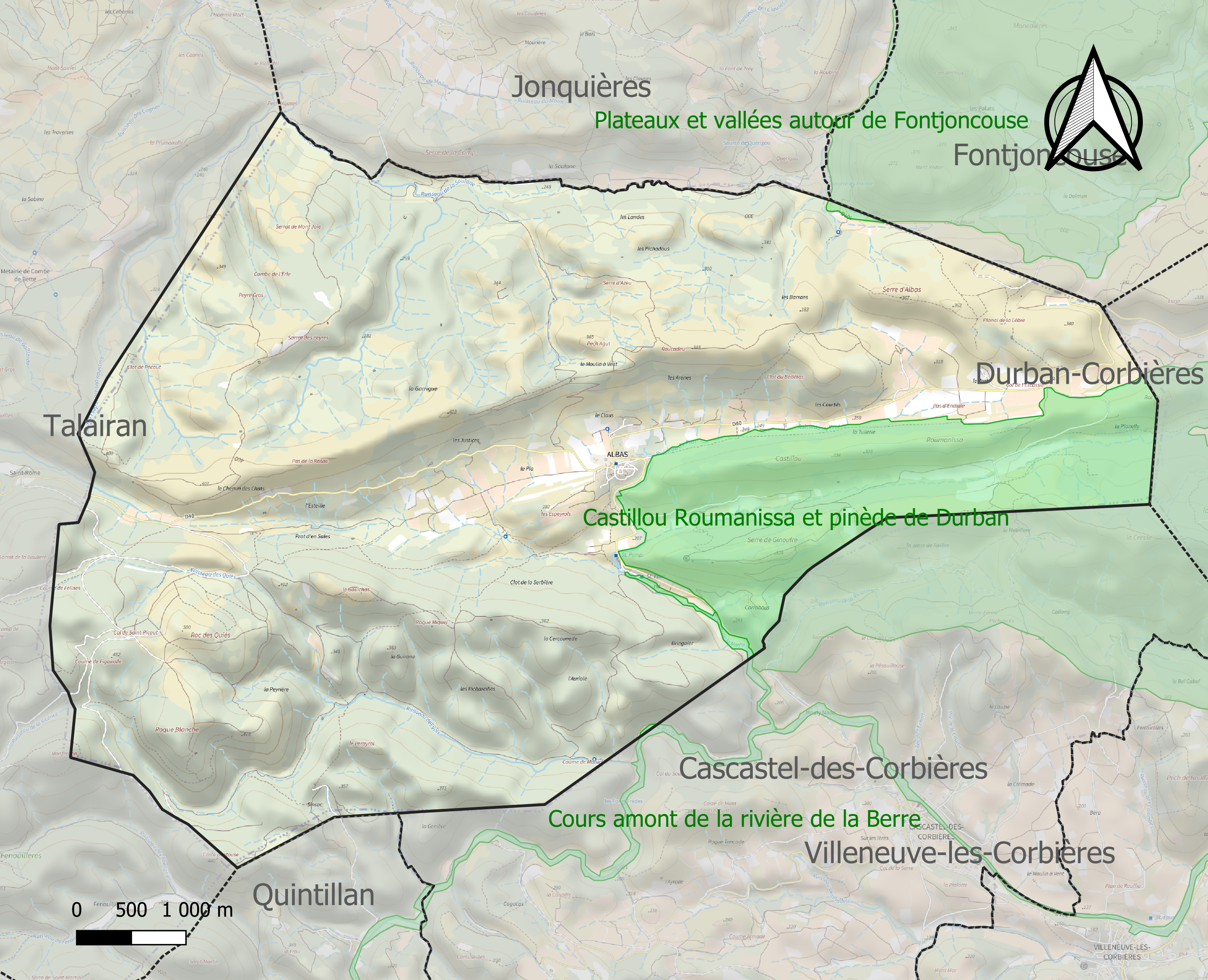
Carte des ZNIEFF de type 1 sur la commune.
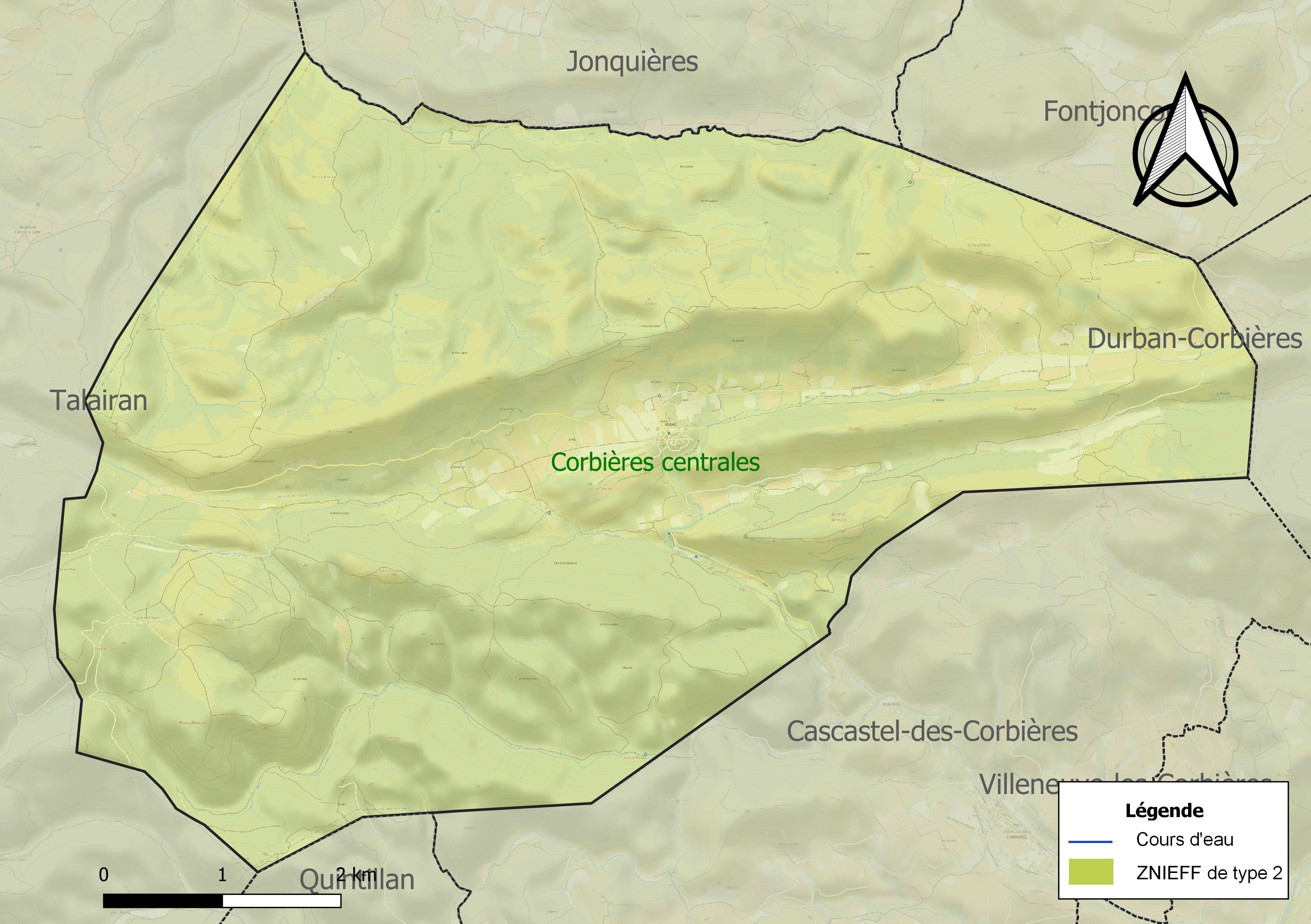
Carte de la ZNIEFF de type 2 sur la commune.

## Urbanisme

### Typologie
Au 1er janvier 2024, Albas est catégorisée commune rurale à habitat dispersé, selon la nouvelle grille communale de densité à 7 niveaux définie par l'Insee en 2022.
Elle est située hors unité urbaine et hors attraction des villes,.

### Occupation des sols
L'occupation des sols de la commune, telle qu'elle ressort de la base de données européenne d’occupation biophysique des sols Corine Land Cover (CLC), est marquée par l'importance des forêts et milieux semi-naturels (88,4 % en 2018), en augmentation par rapport à 1990 (87,6 %). La répartition détaillée en 2018 est la suivante : 
milieux à végétation arbustive et/ou herbacée (67,9 %), forêts (20,5 %), cultures permanentes (11,3 %), zones agricoles hétérogènes (0,3 %). L'évolution de l’occupation des sols de la commune et de ses infrastructures peut être observée sur les différentes représentations cartographiques du territoire : la carte de Cassini (XVIIIe siècle), la carte d'état-major (1820-1866) et les cartes ou photos aériennes de l'IGN pour la période actuelle (1950 à aujourd'hui).

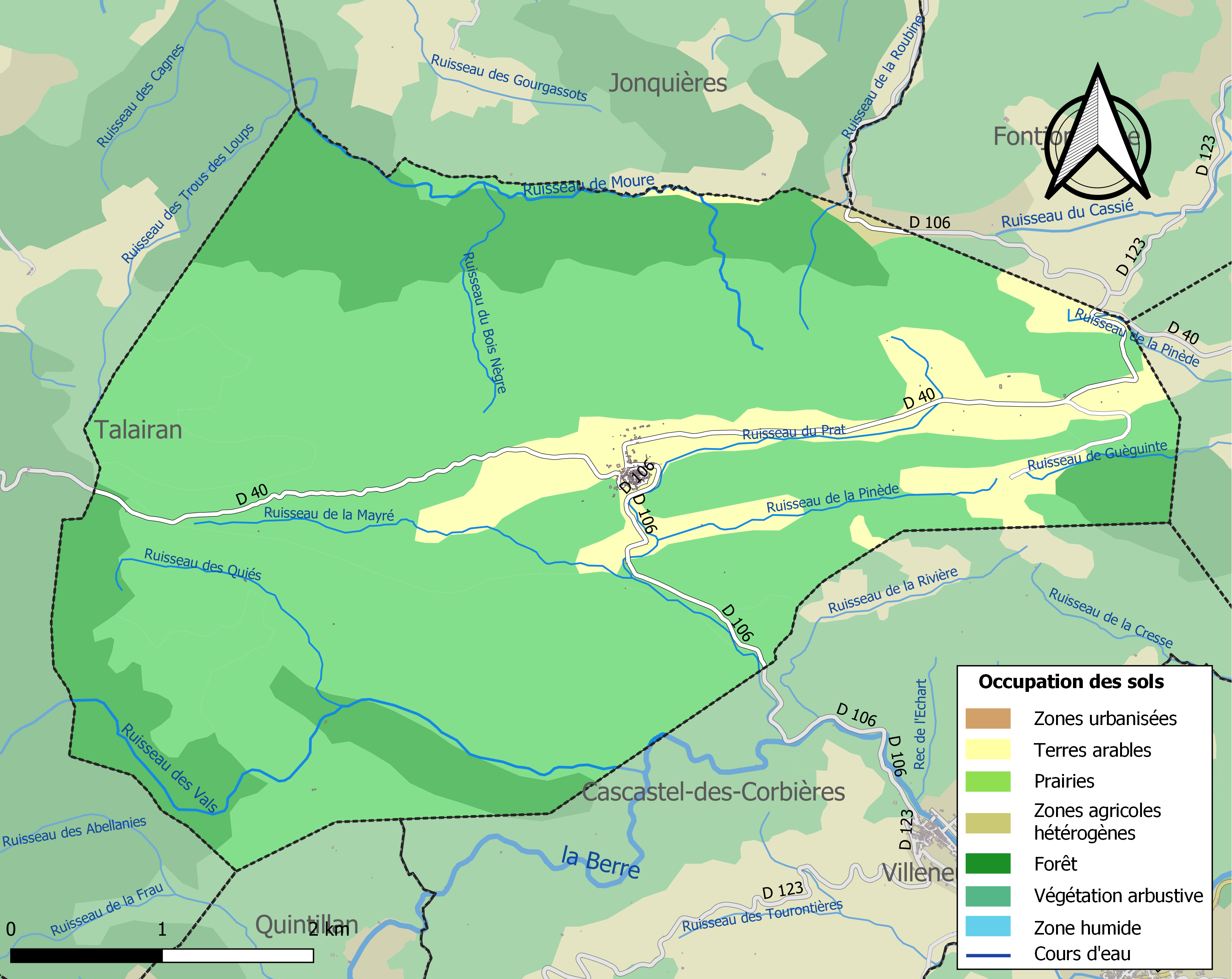
Carte des infrastructures et de l'occupation des sols de la commune en 2018 (CLC).

### Risques majeurs
Le territoire de la commune d'Albas est vulnérable à différents aléas naturels : météorologiques (tempête, orage, neige, grand froid, canicule ou sécheresse), feux de forêts et séisme (sismicité faible). Il est également exposé à un risque particulier : le risque de radon. Un site publié par le BRGM permet d'évaluer simplement et rapidement les risques d'un bien localisé soit par son adresse soit par le numéro de sa parcelle.

#### Risques naturels

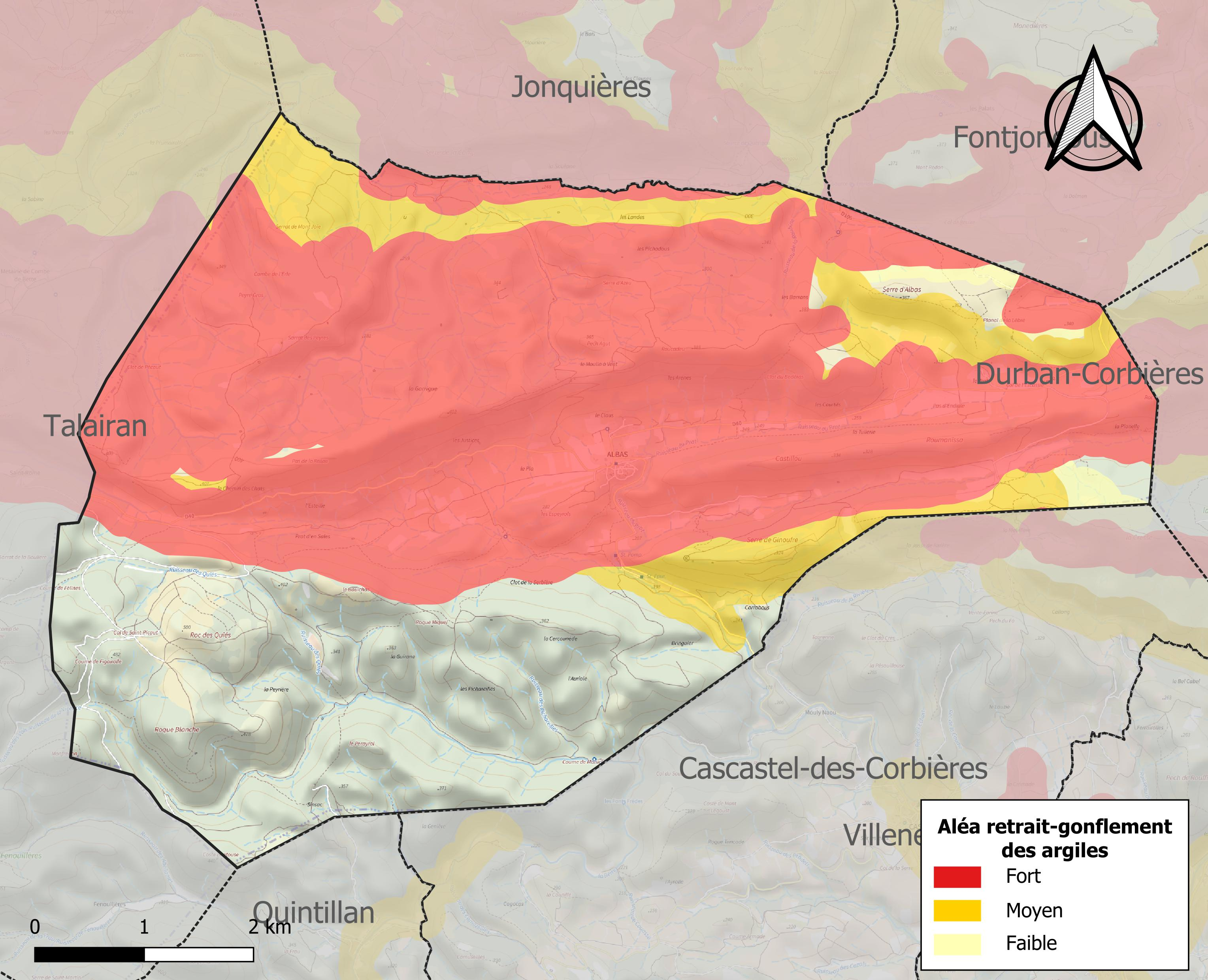
Carte des zones d'aléa retrait-gonflement des sols argileux d'Albas.

Le retrait-gonflement des sols argileux est susceptible d'engendrer des dommages importants aux bâtiments en cas d’alternance de périodes de sécheresse et de pluie. 69,2 % de la superficie communale est en aléa moyen ou fort (75,2 % au niveau départemental et 48,5 % au niveau national). Sur les 92 bâtiments dénombrés sur la commune en 2019, 89 sont en aléa moyen ou fort, soit 97 %, à comparer aux 94 % au niveau départemental et 54 % au niveau national. Une cartographie de l'exposition du territoire national au retrait gonflement des sols argileux est disponible sur le site du BRGM,.

#### Risque particulier
Dans plusieurs parties du territoire national, le radon, accumulé dans certains logements ou autres locaux, peut constituer une source significative d’exposition de la population aux rayonnements ionisants. Certaines communes du département sont concernées par le risque radon à un niveau plus ou moins élevé. Selon la classification de 2018, la commune d'Albas est classée en zone 2, à savoir zone à potentiel radon faible mais sur lesquelles des facteurs géologiques particuliers peuvent faciliter le transfert du radon vers les bâtiments.

## Toponymie

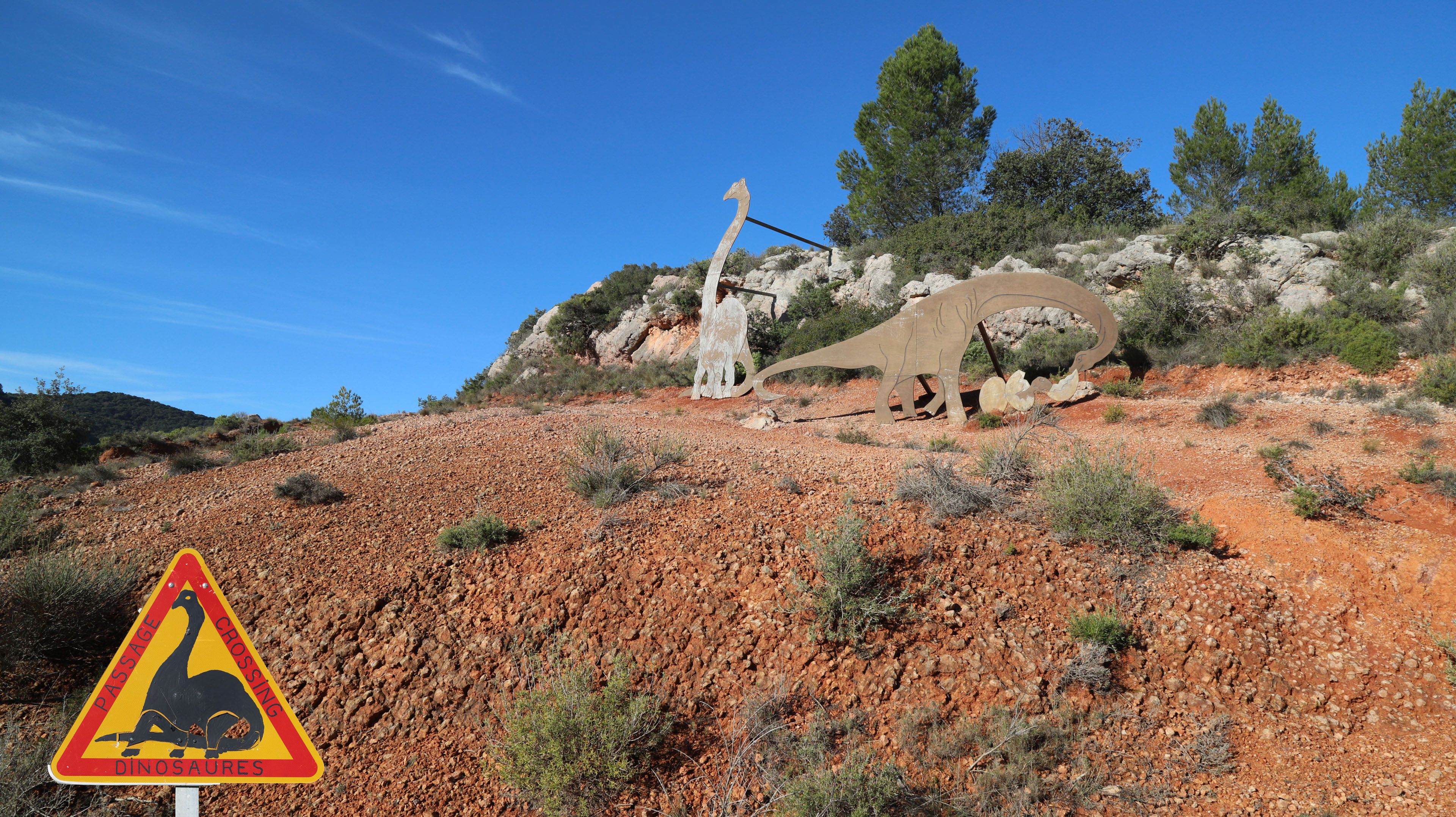
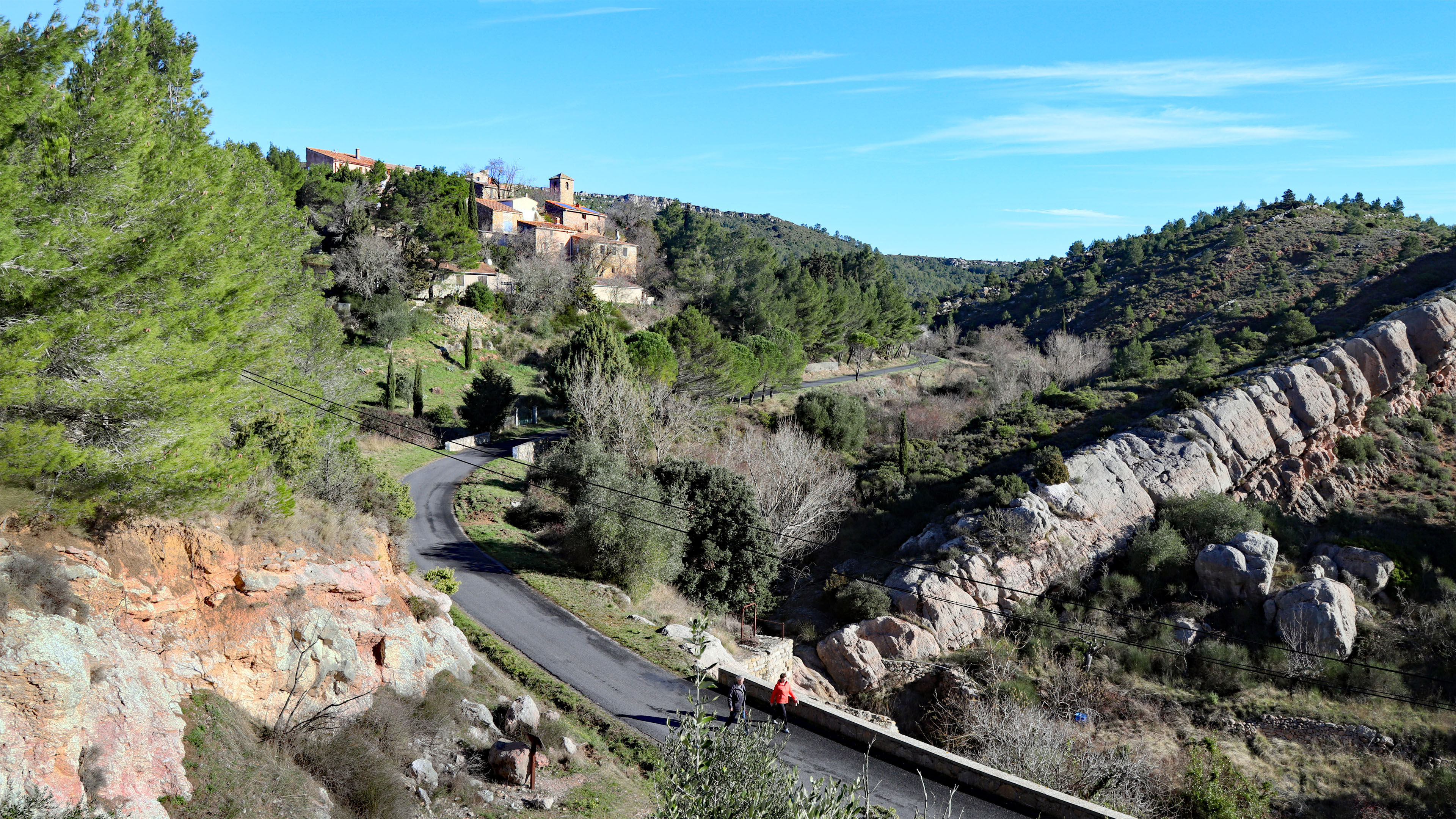
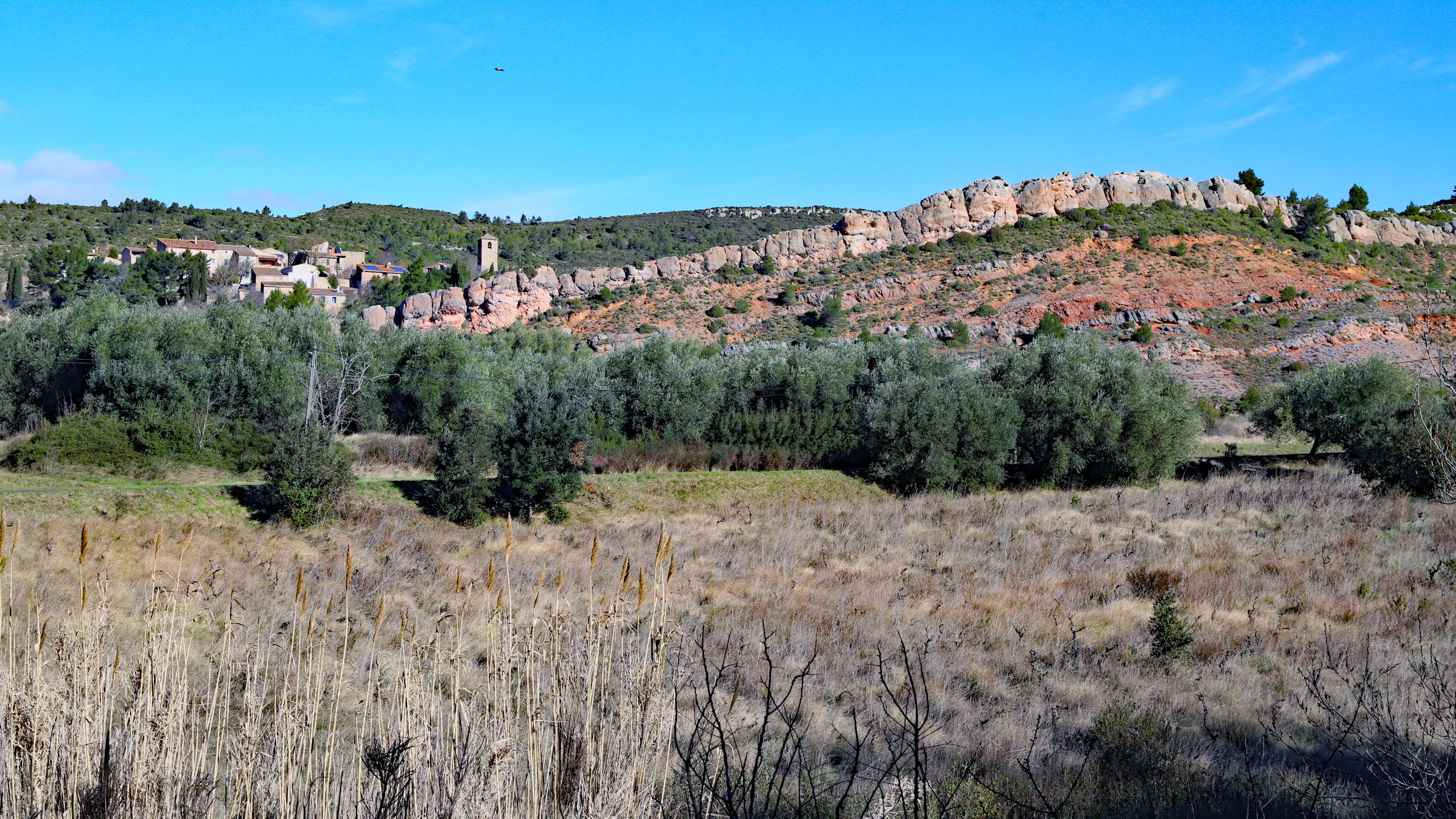
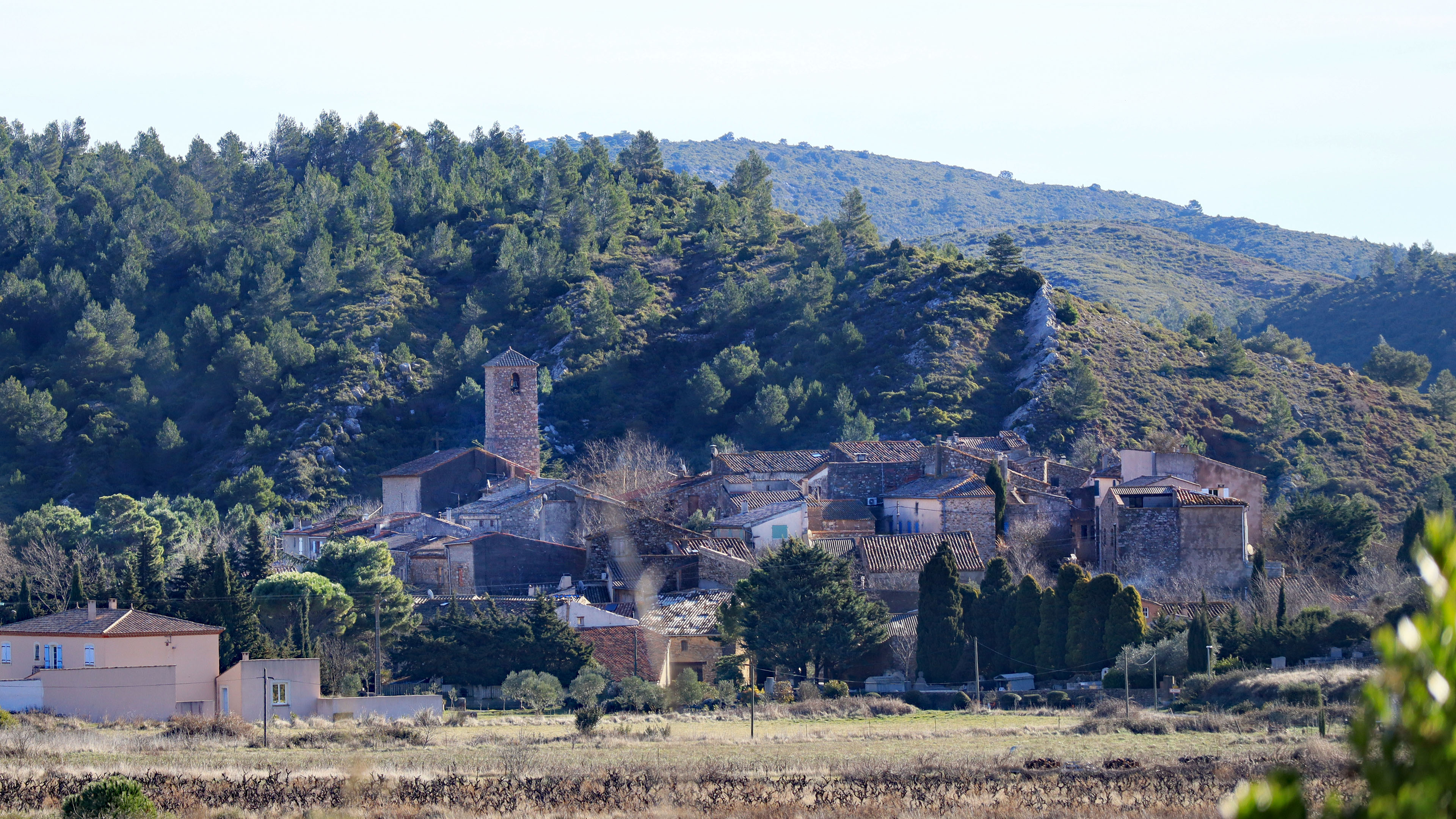

Albaret : désigne un lieu où pousse le peuplier blanc ou le saule blanc (occitan albar).[réf. nécessaire]

## Histoire
Datant du second âge du fer, on trouve sur le Roc de Carla  un modeste oppidum. Exploitation de ferrières (extraction du fer) dès le IVe et le IIIe siècle avant notre ère. Les Romains ont probablement nommé l’endroit « Albares » à cause des peupliers aux feuilles argentées qu’ils ont trouvé aux abords de l’actuel village.
Dans un acte de 963 concernant la donation du village voisin de Fontjoncouse à Aymeric, archevêque de Narbonne, on trouve pour la première fois écrite la mention « Villa Albares (Albas) ».
En 1226, Guillaume de Laroque de Carcassonne cède les biens qu’il possède à Albas à l’abbaye de Lagrasse. Dans le courant du XIIIe siècle, le comte de Foix en est le seigneur, puis en 1271, Aymeric, vicomte de Narbonne redevient le seigneur légitime du Castrum d’Albaribus Ferreriarum (Albas les Ferrières).
L'église est consacrée à saint Paul, qui aurait été évangélisateur de Narbonne.
En 1503, Jean de Cascastel (village voisin) est cité comme seigneur du lieu. En 1523, Jean de Narbonne dit tenir du roi la seigneurie d’Albas. Au cours de ce siècle, Rogier de Lubès, baille d’Albas, organise une association intercommunale pour défendre les intérêts de la population ruinée par les guerres franco-espagnoles. Le village de pisé est détruit, les habitants s’installent dans le castrum.
Le 22 décembre 1756, le parlement de Toulouse attribue des biens de la famille Bellisens, dont Albas, à Pons Thomas Joseph Dadvisard.
Au XVIIe siècle, Richelieu décide de reconquérir le Roussillon, Narbonne devient la place forte du dispositif français. Dans une ordonnance du 6 mai 1642, Louis XII place Albas dans la liste des localités dépendant de Narbonne.
À la Révolution, les biens de la famille Dadvisard sont confisqués, Albas les Ferrières devient une commune.
En 1830, la culture de la garouille (chêne nain qui fournissait le colorant vermillon) et la fabrication du charbon constituent l’activité économique principale d’Albas, avec la culture de la luzerne et l’élevage (chèvres pour le lait, ovins pour la viande, mulets pour les déplacements).
L’exploitation du fer qui se bornait à recueillir le minerai à fleur de roche (ferrières) au Moyen Âge, laisse place au début du XXe siècle à des mines sur le plateau de Lacamp. Le fer était emporté par chariots et par la petite voie ferrée reliant Durban à Tuchan, jusqu’en 1930. La voie ferrée est délaissée au profit des premiers camions, les mines deviennent trop coûteuses, elles sont abandonnées en 1930. Les puits de mine ont été fermés, seuls quelques initiés savent y pénétrer par des galeries discrètes. On peut apercevoir les restes d’une carrière de marbre rose sur la route de Cascastel, près du village.

### Les Templiers et les Hospitaliers
En 1196, la vicomtesse Ermengarde de Narbonne fait don dans son testament du castrum (lieu fortifié) d’Albas, aux ordres militaires. Mais son neveu, Pierre de Lara, ne donnera qu’une partie d’Albas aux ordres Templiers et Hospitaliers. Une commanderie Saint Jean est mentionnée à Albas en 1243.
Au début du XVIIIe siècle, Albas fait partie de la baronnie de Talairan, et se place sous l’autorité spirituelle de l’ordre de Saint-Jean de Jérusalem. C’est pourquoi l’actuel blason d’Albas représente une croix de Malte blanche sur fond rouge.

## Politique et administration

### Découpage territorial
La commune d'Albas est membre de la communauté de communes de la Région Lézignanaise, Corbières et Minervois, un établissement public de coopération intercommunale (EPCI) à fiscalité propre créé le 20 décembre 2012 dont le siège est à Lézignan-Corbières. Ce dernier est par ailleurs membre d'autres groupements intercommunaux.
Sur le plan administratif, elle est rattachée à l'arrondissement de Narbonne, au département de l'Aude, en tant que circonscription administrative de l'État, et à la région Occitanie.
Sur le plan électoral, elle dépend du canton des Corbières pour l'élection des conseillers départementaux, depuis le redécoupage cantonal de 2014 entré en vigueur en 2015, et de la première circonscription de l'Aude  pour les élections législatives, depuis le redécoupage électoral de 1986.

### Liste des maires

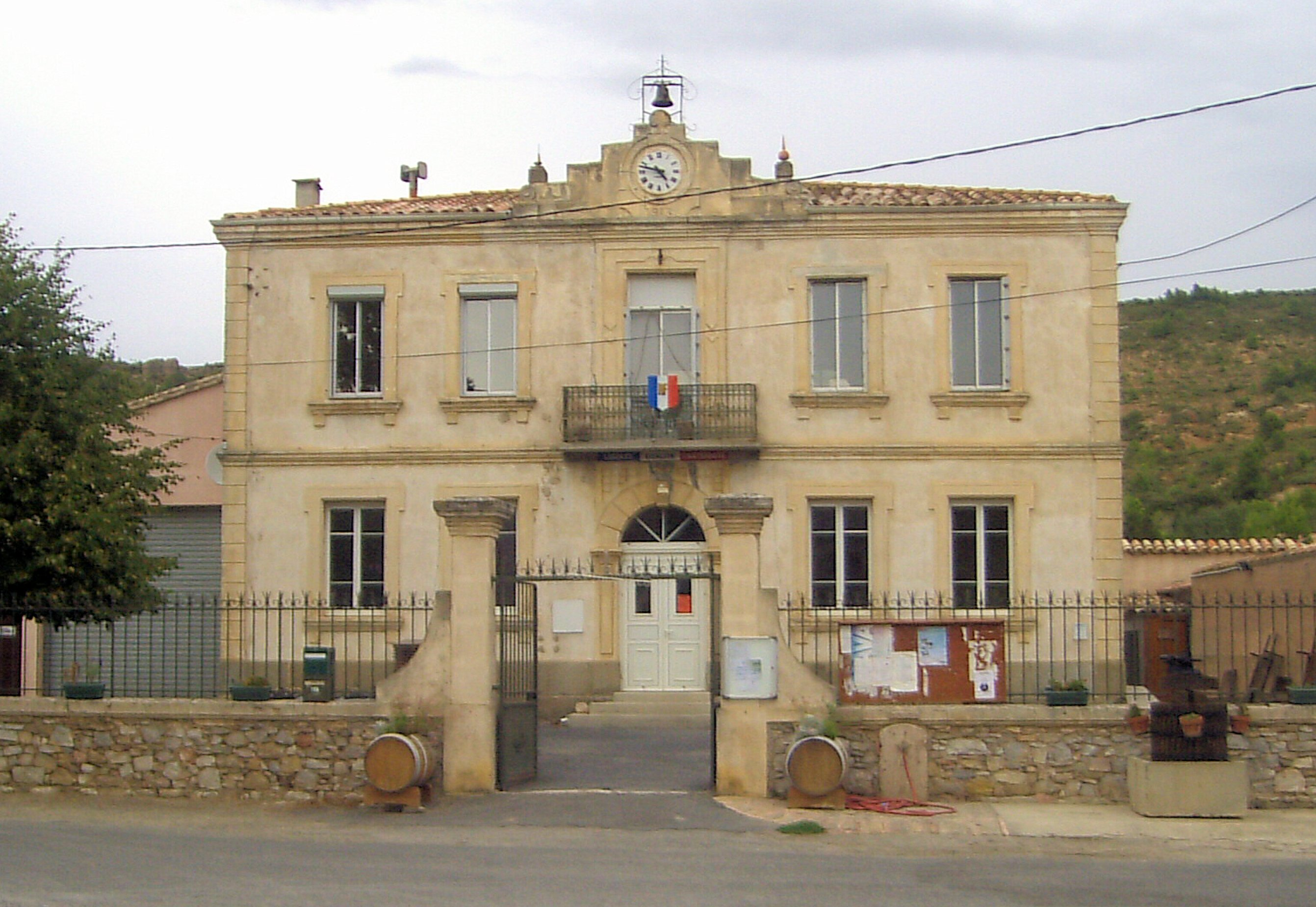
La mairie.

| Période                                  | Période  | Identité             | Étiquette | Qualité |
| ---------------------------------------- | -------- | -------------------- | --------- | ------- |
| mars 2001                                | En cours | Jean-Claude Montlaur | PS        |         |
| Les données manquantes sont à compléter. |          |                      |           |         |

## Population et société

### Démographie
L'évolution du nombre d'habitants est connue à travers les recensements de la population effectués dans la commune depuis 1793. Pour les communes de moins de 10 000 habitants, une enquête de recensement portant sur toute la population est réalisée tous les cinq ans, les populations de référence des années intermédiaires étant quant à elles estimées par interpolation ou extrapolation. Pour la commune, le premier recensement exhaustif entrant dans le cadre du nouveau dispositif a été réalisé en 2004.

En 2022, la commune comptait 78 habitants, en évolution de +2,63 % par rapport à 2016 (Aude : +2,65 %, France hors Mayotte : +2,11 %).
| 1793 | 1800 | 1806 | 1821 | 1831 | 1836 | 1841 | 1846 | 1851 |
| ---- | ---- | ---- | ---- | ---- | ---- | ---- | ---- | ---- |
| 197  | 210  | 241  | 296  | 346  | 391  | 387  | 357  | 328  |

| 1856 | 1861 | 1866 | 1872 | 1876 | 1881 | 1886 | 1891 | 1896 |
| ---- | ---- | ---- | ---- | ---- | ---- | ---- | ---- | ---- |
| 269  | 274  | 240  | 243  | 228  | 269  | 231  | 191  | 184  |

| 1901 | 1906 | 1911 | 1921 | 1926 | 1931 | 1936 | 1946 | 1954 |
| ---- | ---- | ---- | ---- | ---- | ---- | ---- | ---- | ---- |
| 170  | 164  | 174  | 153  | 136  | 175  | 161  | 125  | 112  |

| 1962 | 1968 | 1975 | 1982 | 1990 | 1999 | 2004 | 2006 | 2009 |
| ---- | ---- | ---- | ---- | ---- | ---- | ---- | ---- | ---- |
| 88   | 72   | 59   | 72   | 70   | 59   | 75   | 79   | 76   |

| 2014 | 2019 | 2022 | - | - | - | - | - | - |
| ---- | ---- | ---- | - | - | - | - | - | - |
| 76   | 79   | 78   | - | - | - | - | - | - |

Population : viticulteurs, éleveurs, maçons, retraités de divers pays d'Europe, familles en vacances l'été.

## Économie

### Emploi
| Division       | 2008   | 2013   | 2018   |
| -------------- | ------ | ------ | ------ |
| Commune        | 2 %    | 10 %   | 9,8 %  |
| Département    | 10,2 % | 12,8 % | 12,6 % |
| France entière | 8,3 %  | 10 %   | 10 %   |

En 2018, la population âgée de 15 à 64 ans s'élève à 40 personnes, parmi lesquelles on compte 58,5 % d'actifs (48,8 % ayant un emploi et 9,8 % de chômeurs) et 41,5 % d'inactifs,. Depuis 2008, le taux de chômage communal (au sens du recensement) des 15-64 ans est inférieur à celui de la France et du département.
La commune est hors attraction des villes,. Elle compte 12 emplois en 2018, contre 21 en 2013 et 16 en 2008. Le nombre d'actifs ayant un emploi résidant dans la commune est de 21, soit un indicateur de concentration d'emploi de 57,2 % et un taux d'activité parmi les 15 ans ou plus de 34,7 %.
Sur ces 21 actifs de 15 ans ou plus ayant un emploi, 11 travaillent dans la commune, soit 52 % des habitants. Pour se rendre au travail, 71,4 % des habitants utilisent un véhicule personnel ou de fonction à quatre roues, 9,5 % s'y rendent en deux-roues, à vélo ou à pied et 19 % n'ont pas besoin de transport (travail au domicile).

### Activités hors agriculture
11 établissements sont implantés  à Albas au 31 décembre 2019.
Le secteur de la construction est prépondérant sur la commune puisqu'il représente 36,4 % du nombre total d'établissements de la commune (4 sur les 11 entreprises implantées  à Albas), contre 14 % au niveau départemental.

### Agriculture
|                                   | 1988 | 2000 | 2010 |
| --------------------------------- | ---- | ---- | ---- |
| Exploitations                     | 17   | 6    | 7    |
| Superficie agricole utilisée (ha) | 114  | 79   | 262  |

La commune fait partie de la petite région agricole dénommée « Région viticole ». En 2010, l'orientation technico-économique de l'agriculture  sur la commune est la polyculture et le polyélevage. Sept exploitations agricoles ayant leur siège dans la commune sont dénombrées lors du recensement agricole de 2010 (douze en 1988). La superficie agricole utilisée est de 262 ha.
Deux troupeaux de moutons ouvrent une alternative à la viticulture qui était l'activité dominante du XXe siècle.
À la fin du XIXe siècle, le village comptait 600 habitants, 1 école et 3 curés habitaient la capélagne (presbytère). Avant la vigne, on y cultivait les céréales et la luzerne d'Albas était renommée.

## Culture locale et patrimoine

### Lieux et monuments
- Église Saint-Paul-Saint-Serge d'Albas.

### Personnalités liées à la commune
- Régis Barailla (1933-2016) : personnalité politique né à Albas.

### Héraldique
| Blason | Blasonnement : De gueules à la croix de Malte d'argent bordée d'or. |